# Paradise (Not for Me)
„Paradise“ е името на песен на Мадона от албума Music от 2000 г. Съавтор и съпродуцент на песента е Мируейс Ахмадзе.
Песента комбинира силна цигулкова оркестрация, бавен техно бийт и на места леки електронни моменти, с полу напевни — полу речитативни вокали на Мадона. Един от стиховете е на френски. Интерпретациите върху текста са много — според някои мнения е насочен към почитателите ѝ, а според други — към починалата ѝ майка.
„Paradise“ е готвена за издаване на формат сингъл, но заради задаващото се Drowned World Tour 2001 проектът е отложен. Песента е една от най-силните в цялата ѝ кариера. Писана и продуцирана от Мадона и Мируейс, тя е първата им съвместна работа през 1999, когато още не е било ясно, дали той ще е продуцент на следващия албум на Мадона, или не. Писана е за албума на Мируейс „Protection“. Чак по-късно в хода на записите на албума Music е решено Paradise да бъде включена. Единствената промяна в песента е, че инструменталът в средата е удължен.
Интересен е контрастът между нормалния, шепнещ глас и този, силно прекаран през вокодер. Противопоставя се божествено/човешко; човешко/роботизирано; ординерно/свръхординерно; сантиментално/ултрамодерно с репликите
I've been so high
I've been so down
Up to the skies
Down to the ground
и
There is a light
Above my head
Into your eyes
My face remains

## Видеото на турнето Drowned World 2001
Песента е използвана по време на турнето като интерлюдия между пънкарската и гейша частта, за да може Мадона да смени своите костюми. Независимо от това нейното присъствие се усеща осезаемо благодарение на огромните видеостени, на които се излъчва невъобразимо красивият специално заснет за тунето клип към „Paradise“. Той е вдъхновен от японските комикси Манга.
През това време 4 огромни подобия на какавиди се спускат от покрива на залата и когато се разтварят-от тях се показват 4 чисто голи (с изключение на една малка препаска около кръста) танцьора, висящи с главата надолу. С течение на песента те се покатерват в изправена позиция и слизат на сцената. Когато идва ред на репликата There is a light от песента, танцьорите отварят своите усти и една струяща от там червена светлина огрява сцената.

## Изпълнение от Confessions Tour (2006)
През 2006 г. песента влиза и в трак листа на Confessions Tour – провеждащото се турне на Мадона. Изпълнението е различно от студийния запис — речитативните части, в които Мадона шепне са заменени с мелодични вокални партии изпълнявани заедно с Ицхак Синвани. На концертите Мадона изпълнява и китарните партии на песента.
На заден фон, на видеостената зад сцената преминават кадри с природни пейзажи, изпълнени според японската художествена стилистика.

## Текст на Paradise
I can't remember
When I was young
I can't explain
If it was wrong
My life goes on
But not the same
Into your eyes
My face remains
I was so blind
I could not see
Your paradise
Is not for me
Autour de moi
Je ne vois pas
Qui sont les anges
Surement pas moi
Encore une fois
Je suis cassée
Encore une fois
Je n'y crois pas
Chorus:
I've been so high
I've been so down
Up to the skies
Down to the ground
There is a light
Above my head
Into your eyes
My face remains
Chorus: #
I can't remember
When I was young
Into your eyes
My face remains
Into your eyes
My face remains
Chorus: # (x 2)